# Axel Nilsson (skådespelare)
Axel Emanuel Nilsson, född 1 mars 1876 i Karlskrona stad, död  13 maj 1953 i Listerby, var en svensk skådespelare och operettsångare. 

## Biografi
Nilsson studerade sång för Ragnar Grevillius och Hedvig Bergström och hade sitt första engagemang 1897-1898 vid Folkteatern i Göteborg. Därefter spelade han 1900-1901 vid Vasateatern och Djurgårdsteatern, 1901-1904 vid Folkteatern i Stockholm, 1904-1905 hos Anton Salmson, 1905-1907 hos Hugo Rönnblad, 1907-1909 vid Folkteatern i Stockholm, 1909-1910 vid Operett-teatern, 1910-1913 hos Einar Fröberg och 1915-1918 vid Blancheteatern. 
Filmkarriären inleddes därefter och han var engagerad vid Svensk Filmindustri åren 1918-1930. 

## Filmografi (urval)
- 1917 – Thomas Graals bästa film
- 1918 – Thomas Graals bästa barn
- 1919 – Ingmarssönerna
- 1919 – Dunungen
- 1919 – Herr Arnes pengar
- 1920 – Klostret i Sendomir
- 1922 – Det omringade huset
- 1924 – Livet på landet
- 1925 – Hennes lilla majestät
- 1929 – Säg det i toner
- 1930 – Charlotte Löwensköld

## Teater

### Roller (ej komplett)
| År   | Roll           | Produktion                                    | Regi           | Teater           |
| ---- | -------------- | --------------------------------------------- | -------------- | ---------------- |
| 1917 | Jägaren        | Lilla Rödluvan Helge Malmberg                 | Helge Malmberg | Intima teatern   |
| 1917 | Gomez/Doullens | Mästertjuven Tristan Bernard och Alfred Athis | Einar Fröberg  | Djurgårdsteatern |